# Подєлово Брдо
Подєлово Брдо (словен. Podjelovo Brdo) — поселення в общині Гореня вас-Поляне, Горенський регіон, Словенія. Висота над рівнем моря: 813,1 м.